# High Touch
Der Begriff High Touch wurde von John Naisbitt im zweiten Kapitel seines Buches "8 Megatrends, die unsere Welt verändern" (ISBN 3-85436-179-3) geprägt. Er bezieht sich auf den Umgang mit Menschen im Gegensatz zum Umgang mit Technik (d. h. "High Tech"). Laut Naisbitt wird "High Touch" auch im Zeitalter des High Tech ein wichtiger Bestandteil der täglichen Lebens bleiben. Naisbitt möchte aufzeigen, dass die völlige Automatisierung aller geschäftlichen Beziehungen früher oder später scheitert und dass es keinen Ersatz für die "persönliche Note" gibt.